# Muñopepe
Muñopepe – gmina w Hiszpanii, w prowincji Ávila, w Kastylii i León, o powierzchni 6,02 km². W 2011 roku gmina liczyła 106 mieszkańców.